# Touligny
Touligny település Franciaországban, Ardennes megyében. Lakosainak száma 82 fő (2022. január 1.). Touligny Barbaise, Gruyères, Guignicourt-sur-Vence, Montigny-sur-Vence, Poix-Terron, Raillicourt és Yvernaumont községekkel határos.

## Népesség
A település népessége az elmúlt években az alábbi módon változott:
| Lakosok száma | 80   | 71   | 89   | 71   | 85   | 86   | 85   | 86   | 84   | 82   |
|               | 1968 | 1982 | 1990 | 2006 | 2013 | 2015 | 2017 | 2019 | 2020 | 2022 |